# Odendorf
Odendorf ist eine Ortschaft in der Gemeinde Swisttal im Rhein-Sieg-Kreis im Süden Nordrhein-Westfalens. Am 11. Januar 2023 lebten 4099 Einwohner in Odendorf, der zweitgrößten Ortschaft in der Gemeinde Swisttal.
Ortsvorsteher von Odendorf ist Jürgen Bröhl.

## Geographie
Odendorf liegt im südlichsten Teil der niederrheinischen Bucht und somit im Bereich zwischen der Rheinbach-Meckenheimer Lössplatte und dem Zülpich-Euskirchener Eifelvorland. Die Ortschaft befindet sich auf der Escher Lössplatte, in der Orbach-Talaue, etwa 172 Meter hoch über Normalnull und ist die höchstgelegene Siedlung in der Gemeinde Swisttal. Seit römischer Zeit ist dieses Gebiet wegen der günstigen Boden- und Klimaverhältnisse Agrarland.
Wie auch die anderen Ortschaften der Gemeinde Swisttal gehört Odendorf zum Naturpark Rheinland.
Westlich von Odendorf liegt die Stadt Euskirchen, östlich die Stadt Rheinbach.

## Klima
Klimatisch ist der Odendorf-Rheinbacher Raum vor Zülpich und Euskirchen als das regenärmste Gebiet des Rheinlandes ausgewiesen.

## Geschichte
Der Beginn der Siedlungstätigkeit ist für die Orbachaue für die Jungsteinzeit mit dem Michelsberger Erdwerk um 4000 v. Chr. nördlich von Odendorf und die Lage in der Nähe der in dieser Zeit sich bildenden Handelsrouten von Norden nach Süden belegt.
Bis ins Mittelalter verlief an der südlichen Gemeindegrenze – in der Mitte zwischen Odendorf und der Lappermühle – die römische Wasserleitung aus der Eifel nach Köln.
Ein Feldflugplatz der Reichsluftwaffe wurde 1938/39 zwischen Odendorf und Palmersheim angelegt. Das JG 27 soll hier zeitweise mit Bf 109 Jagdflugzeugen stationiert gewesen sein. Auch Adolf Hitler nutzte den Platz während des Westfeldzuges mit einer Ju 52, denn der Feldflugplatz war vom 10. Mai 1940 bis zum 6. Juni 1940 Bestandteil des Führerhauptquartiers Felsennest in Rodert. Zuvor war er mit seinem Stab zu Beginn des Westfeldzuges im Führerzug am 10. Mai über Bonn nach Euskirchen zu seinem Hauptquartier angereist. Nach der Einnahme durch US-Truppen landete hier auch Dwight D. Eisenhower.
Am 1. August 1969 wurde Odendorf nach Swisttal eingemeindet.

## Ortskern Odendorf

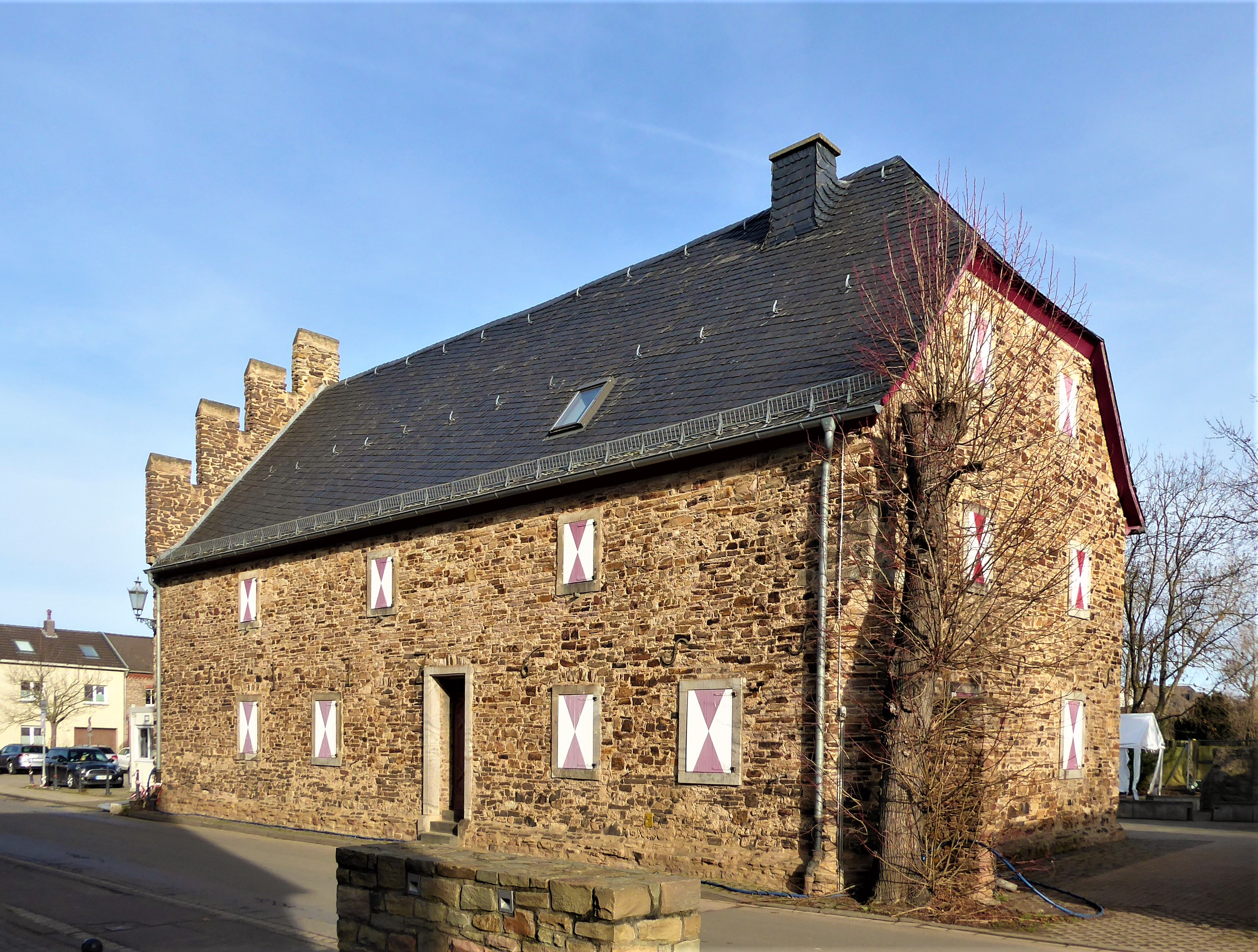
Das im 18. Jahrhundert errichtete Odendorfer Zehnthaus

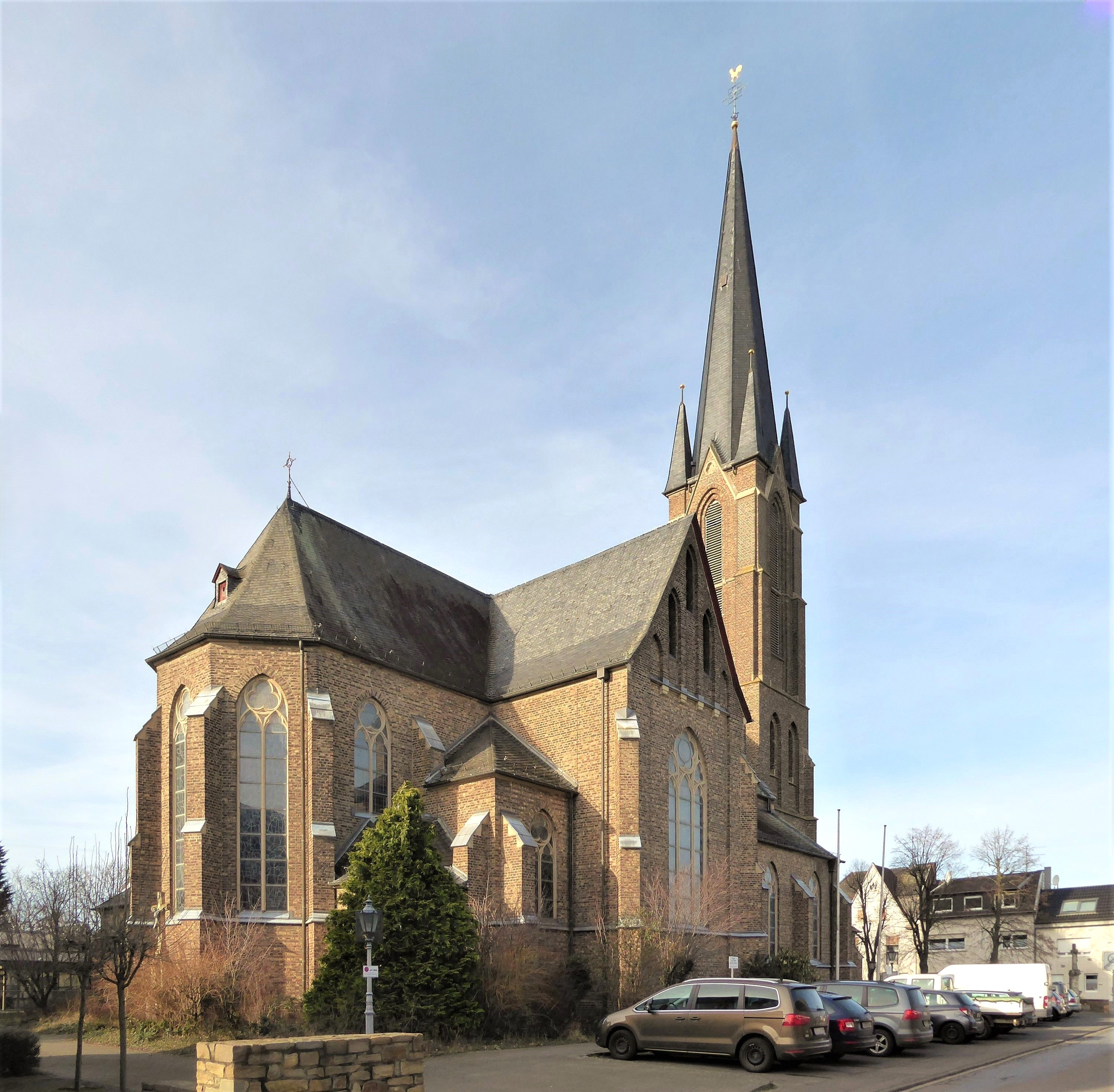
Die römisch-katholische Pfarrkirche St. Petrus und Paulus

Im heutigen Ortskern von Odendorf befinden sich das historische Zehnthaus, die alte katholische Pfarrkirche Alt St. Petrus und Paulus aus dem 12. Jahrhundert (erstmals 893 urkundlich erwähnt), die neue katholische Pfarrkirche St. Peter und Paul (neogotischer Kirchenbau, 1901/06, ausgeführt von dem Bonner Baumeister Jakob Stumpf (1875–1936); die Chorfenster hat Paul Weigmann (1923–2009) 1954 geschaffen), ferner das Pastorat, die Vikarie und das ehemalige Kloster, spätere Krankenhaus, Waisenhaus und Altenheim, das heute einen Kindergarten beherbergt und einigen Vereinen Platz bietet. In mittelbarer Umgebung vom Ortskern steht die Burg Odendorf (Privatbesitz).
Das Dietrich-Bonhoeffer-Haus, Gemeindezentrum der Evangelischen Kirchengemeinde Swisttal, wurde Mitte der 1980er-Jahre erbaut. Die Grundsteinlegung fand am 23. Februar 1986 in Anwesenheit von Superintendent Theo Brandt und Bürgermeister Karl-August Gunst statt. Am 14. Juni 1987 wurde das Gemeindezentrum eingeweiht.

## Kinder- und Bildungseinrichtungen
- Gemeinschaftsgrundschule Odendorf
- Evangelischer Kindergarten
- Katholischer Kindergarten
- Kindertagesstätte Villa Kunterbunt
- Volkshochschule VHS Rheinbach, Swisttal, Meckenheim, Wachtberg

In Odendorf steht ein öffentlicher Bücherschrank.

## Schienenverkehr
Der Haltepunkt Odendorf liegt an der Voreifelbahn (KBS 475) Bonn–Euskirchen, auf der im Schienenpersonennahverkehr (SPNV) die S 23 im Halbstundentakt sowie alle 60 Minuten über Euskirchen hinaus nach Bad Münstereifel verkehrt. Das ehemalige Bahnhofsgebäude wurde im Jahr 2013 abgerissen. Der dortige Warteraum wurde zuletzt von einem Imbissbetrieb genutzt. Im Zweiten Weltkrieg befand sich hier der oben erwähnte Feldflugplatz der Luftwaffe.
| Linie | Verlauf | Takt   |
| ----- | --- | ------ |
| S 23  | Bonn Hbf – Bonn-Endenich Nord – Bonn Helmholtzstraße – Bonn-Duisdorf – Alfter-Impekoven – Alfter-Witterschlick – (Meckenheim Kottenforst –)* Meckenheim Industriepark – Meckenheim (Bz Köln) – Rheinbach Römerkanal – Rheinbach – Swisttal-Odendorf – Euskirchen-Kuchenheim – Euskirchen ab Euskirchen stündlich Anschluss auf SEV der RB 23 bis Bad Münstereifel; * Züge halten in Kottenforst nur stündlich und nur am Wochenende sowie an Feiertagen bei Bedarf Stand: Fahrplanwechsel Dezember 2023 | 30 min |

Träger des Schienenpersonennahverkehrs ist die DB Regio NRW, die für die Voreifelbahn Diesel-Triebwagen Alstom Coradia LINT in Ein- bis Zweifachtraktion einsetzt.
Für den öffentlichen Schienenpersonennahverkehr gilt der Tarif des Verkehrsverbundes Rhein-Sieg (VRS) und tarifraumüberschreitend der NRW-Tarif.